# Baks
Baks (vyslovováno [bakš]) je obec v Maďarsku v župě Csongrád-Csanád, spadající pod okres Kistelek. Nachází se asi 11 km severovýchodně od Kisteleku. Žije zde přibližně 1 900 obyvatel. Dle údajů z roku 2011 tvoří 91,7 % obyvatelstva Maďaři, 16,3 % Romové, 0,3 % Rumuni a 0,2 % Slováci.
Baks leží u řeky Tisy, neexistuje zde však přes ni most do protějšího města Mindszent a pro dopravu se musí využívat trajekt nebo nejbližší most ve městě Csongrád. Sousedními vesnicemi jsou Csanytelek a Ópusztaszer, sousedním městem Mindszent.